# Hylemera prouti
Hylemera prouti là một loài bướm đêm trong họ Geometridae.